# Callophisma
Callophisma är ett släkte av fjärilar. Callophisma ingår i familjen nattflyn.
Kladogram enligt Catalogue of Life:
| Callophisma | \| \| Callophisma flavicornis \| \| \| \| \| \| Callophisma viettei \| \| \| \| |
|             | \| \| Callophisma flavicornis \| \| \| \| \| \| Callophisma viettei \| \| \| \| |
|             | Callophisma flavicornis                                                         |
|             |                                                                                 |
|             | Callophisma viettei                                                             |
|             |                                                                                 |